# Mohamed Boumehdi
Pour les articles homonymes, voir Boumehdi.
Mohamed Boumehdi (en arabe : محمد بومهدي), né en 1924 à Blida et décédé en 2006, est un maître artisan en céramique d'art, figure emblématique de l’art de la céramique contemporaine en Algérie.

## Biographie
Mohamed Boumehdi découvre sa passion pour la céramique en 1947 en entrant à l’usine de Berrouaghia. Cette découverte marque le début d’une carrière prolifique et influente dans le domaine de la céramique. Il est doué, perfectionniste. Quand l'usine ferme, l'année suivante, il doit, pour vivre, devenir postier. Lors d'un stage à Paris, aux PTT, le jeune homme fréquente des ateliers de céramistes, vend quelques-unes de ses créations, achète de vieux matériels et rentre à Alger.
En 1966, c'est la rencontre avec l’architecte Fernand Pouillon, rencontre qui s’avèrera décisive pour la carrière de Mohamed Boumehdi. Au cours d'une visite du Palais du Peuple, à Alger, Fernand Pouillon, impliqué dans de vastes projets de constructions d’infrastructures touristiques, au lendemain de l’indépendance de l'Algérie, s'arrête devant un panneau de céramiques,"C'est magnifique, mais plus personne ne sait faire cela de nos jours !", avait-il soupiré. "Détrompez-vous", lui avait dit un accompagnateur, "ce panneau a été fait il y a six mois..." L'architecte avait sursauté : "Amenez-moi tout de suite celui qui est capable de faire cela !" . Ensemble, ils collaborent sur plusieurs projets architecturaux majeurs, intégrant les œuvres céramiques de Boumehdi dans des constructions emblématiques. Cette collaboration permet à Boumehdi de se faire connaître au-delà des frontières algériennes et de contribuer à des projets prestigieux,.
Mohamed Boumehdi devient reconnu pour ses fresques en céramique. Surnommé alors par ses pairs le Carreleur du ciel, ses compositions ornent de nombreux bâtiments publics, privés et religieux de ses motifs ornés de fleurs, plantes, oiseaux, volutes, sa couleur fétiche, dégradé de bleu cobalt, le fameux Bleu Boumehdi. Son atelier installé à Kouba devient alors un centre de création et d’innovation, attirant des artistes et des amateurs d’art du monde entier. Les œuvres de Boumehdi se distinguent par leur ancrage dans la tradition algérienne en se préoccupant de la conservation des formes et des couleurs authentiques, telles que léguées par l'histoire. Boumehdi y apportera un style, une façon, une éthique, qui le distinguent autant comme un artisan d'élite qu'un maître accompli.
Tout au long de sa carrière, Mohamed Boumehdi a su préserver et promouvoir l’art de la céramique, tout en innovant et en repoussant les limites de cet art.
Après son décès en 2006, trois de ses fils dont Hachemi,Toufik et Rachid Boumehdi, prendront la succession des ateliers Boumehdi toujours situé dans le quartier de Kouba, à Alger.